# Hayato Ikeda
Pour les articles homonymes, voir Ikeda.
Hayato Ikeda (池田 勇人, Ikeda Hayato, 3 décembre 1899 – 13 août 1965) est un homme d'État japonais. Membre du Parti libéral-démocrate, il est Premier ministre du Japon de 1960 à 1964.

## Biographie
Né à Yoshina (actuelle Takehara) dans la préfecture de Hiroshima, Hayato Ikeda fait carrière en tant que fonctionnaire au ministère des Finances. Brièvement vice-ministre des Finances entre 1947 et 1948, avant de démissionner et d'être élu à la Chambre dans la 2e circonscription de la préfecture de Hiroshima pour le Parti démocrate-libéral (ancêtre du Parti libéral-démocrate) en 1949, il devient ministre des Finances sous Shigeru Yoshida la même année et annonce en tant que tel le plan Dodge. Il quitte le ministère en 1952 avant de retrouver ses fonctions de 1956 à 1957 sous Tanzan Ishibashi.
Il succède ensuite à Nobusuke Kishi et devient le 38e Premier ministre du Japon, pour trois mandats, du 19 juillet 1960 au 8 décembre 1960, du 8 décembre 1960 au 9 décembre 1963 et du 9 décembre 1963 au 9 novembre 1964. En 1964, sous son troisième mandat, le Japon accueille les Jeux olympiques de Tokyo.
Eisaku Satō lui succède dans ses fonctions de Premier ministre. Hayato Ikeda reste membre de la Chambre des représentants jusqu'à sa mort en 1965.